# 예수의 십자가형

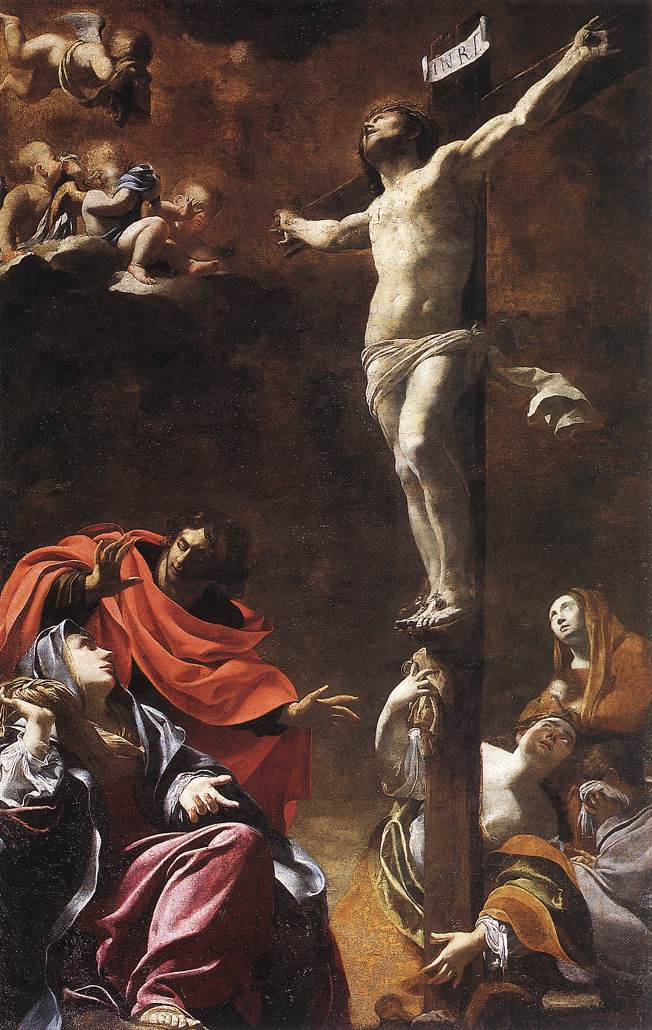
작품명: The Crucifixion, 1622년, 제노바에서의 시몽 부에 그림.

예수의 십자가형은 예수가 십자가에 못 박혀 처형된 사건이다. 1세기, 대체로 서기 30년 또는 33년경에 유대지역에서 일어난 것으로 추정된다. 십자가형에 대한 기록은 네 개의 정경 복음서에 서술되어 있으며, 신약성경의 서신서들에서도 언급된다. 또한 후대의 고대 문헌에서도 이 사건이 언급되고 있다. 예수가 십자가에 매달려 처형당한 사실 자체는 대부분의 학자들이 실제로 일어난 것으로 인정하지만, 십자가에서 한 말 등 세부적인 사항에 대해서는 합의가 이루어지지 않았다.
정경 복음서에 따르면, 예수는 겟세마네 동산에서의 기도를 마친 후 성전의 경비병들에게 체포되어 유대인들의 자치적 종교기구인 산헤드린 의회에서 심문을 받았다. 로마총독 폰티우스 필라투스에게 채찍질로 고난을 받았으며, 십자가형을 언도받아 처형되었다. 요한의 복음서는 예수의 죽음을 '대속'(代贖)으로 묘사하고 있다.
예수는 옷이 벗겨진 채로, 몰약 혹은 쓸개즙이 섞인 식초(posca로 추정됨)가 담긴 음료를 건네받았다. 이는 예수가 "내가 목마르다"라고 말한 후에 이루어졌다. 그 후 예수는 골고다에서 두 명의 강도 사이에 매달렸다. 마르코의 복음서에 따르면, 그는 오전 제3시(오전 9시)에 십자가에 못 박혔으며, 제9시(오후 3시경)에 사망하였다.
이 시간 동안 로마 군인들은 십자가 위에 "나사렛 예수, 유대인의 왕"(INRI)이라는 표식을 부착했으며, 요한의 복음서에 따르면 이는 히브리어, 라틴어, 그리스어로 작성되었다. 또한 군인들은 예수의 옷을 제비뽑기로 나누었으며, 특히 이음새가 없이 통짜로 만들어진 속옷을 누가 가질지 제비를 뽑았다고 전해진다. 예수가 숨을 거둔 후, 군인 한명이 예수의 옆구리를 창으로 찔렀으며, 이때 피와 물이 흘러나왔다고 요한의 복음서는 기록하고 있다. 이때 창을 잡은 군인의 이름은 같이 전하고 있지는 않으나 후대의 전승에서는 롱기누스라고 전한다.
성경은 예수가 십자가 위에서 남긴 일곱 말(가상칠언)과 함께, 그의 죽음과 관련된 초자연적 사건들(예: 성전 휘장의 찢어짐, 지진, 무덤이 열림 등)을 묘사하고 있다.
수난에서 십자가형으로 인한 예수의 고통과 죽음은 인류에 대한 연민과 사랑을 감당하고 완성하는 결정적 사건이자 신학적으로는 구원론과 속죄와 더불어 그리스도론의 중대한 면모를 보여주며, 역사적으로는 예수가 로마제국과 종교권력의 결탁에 의해 위험인물로 여겨져 처형된 이야기이다. 기독교의 공통된 성사(성례전)인 성만찬은 이러한 예수의 수난과 죽음을 기억하며 성만찬에 임재한 예수와 연합하는 성사이다.

## 과정
이스가리옷 유다는 대제사장에게 예수의 신변을 넘겼고 그 대가로 은화 30전을 받았다. 그리고 최후의 만찬이 끝난 이후 이스가리옷 유다는 로마군 병력들과 같이 예수의 앞에 나타났다. 이스가리옷 유다와 같이 예수에게 찾아온 로마군 병력들은 예수를 체포하여 본시오 빌라도에게 압송했다.
그 이후 예수에 대한 재판이 벌어졌다. 본디오 빌라도는 예수를 단지 떠벌이기 좋아하는 인간으로만 판단했을 뿐이라서 예수에게 십자가형은 너무 가혹하다고 생각했으나 당시 유대교 지도자들은 예수에게 십자가형을 언도하라고 본디오 빌라도에게 압박을 가했다. 본디오 빌라도는 하는 수 없이 예수와 당시 유대인으로 구성된 반로마 반란군 지도자인 바라바를 관정 앞에 모여있던 모든 유대인들 면전에 불러놓고 둘 중에 누구를 석방할 것인지를 배심원들에게 물었다. 본디오 빌라도는 바라바의 악명이 엄청나게 높은 것을 이용하여 예수가 십자가형을 당하는 것만은 모면하게 해주고 싶었으나 유대인들은 바라바를 석방시키는 것이였다. 결국 본디오 빌라도는 하는 수 없이 반란군 지도자인 바라바를 석방시키고 예수에게 십자가형을 선고했다.
그래서 예수는 십자가형 집행장소인 골고다 언덕까지 십자가를 짊어지고 가게 되었다. 본디 십자가형을 받게 되면 형을 집행하는 장소까지 해당 범죄자가 십자가를 짊어지고 가서 형벌을 받게 되어 있었는데 예수는 십자가를 짊어지고 가는 과정에서 형을 집행하는 로마군 병사들에게 채찍으로 40대 이상 맞은 상태였으므로 중간에 쓰러졌다. 그래서 카르타고 출신의 시몬이 예수를 대신해서 십자가를 짊어지고 갔다. 매를 많이 맞은 예수는 몸을 가누기 어려운 상태에서 십자가형을 받았다.
로마 군인들은 예수의 양팔 손목과 발목에 못을 박았다. 예수의 옆에는 함께 십자가에 못박힌 죄수 2명이 있었는데, 이들은 강도 혐의로 체포되어 십자가형을 언도받았다. 왼쪽에 있는 죄수는 예수에게 "신의 아들이라면 증거를 대라" 라고 했으나 오른쪽의 죄수는 "주여, 오늘 주님의 나라에 들어갈 때 저를 기억해주소서" 라며 자신의 잘못을 회개했다. 그러자 예수는 "네가 오늘 밤 나와 함께 낙원에 있으리라" 라는 답을 준다. 7시간 뒤, 예수는 십자가 위에서 성부에게 "나의 하느님, 어찌 저를 버리셨습니까! 아버지, 저의 영혼을 아버지께 맡깁니다", "다 이루었다" 라는 마지막 기도를 바친 뒤 숨을 거둔다.
다음 날, 로마 군인들은 아직까지 살아있었던 나머지 죄수 2명의 다리를 부러뜨려 죽였다. 예수가 처형된 다음 날인 안식일이어서 더 이상 형집행이 불가능했기 때문이다. 이미 예수는 사망했기 때문에 로마 군인들은 예수의 옆구리에 창을 찔러 사망여부를 확인했다. 로마 군인이 창으로 옆구리를 찌르자, 예수의 몸에서 하얀 피와 물이 섞여 나왔다. 사망을 확인한 로마 군인들은 예수의 시신을 십자가에서 내려 성모 마리아와 마리아 막달레나, 사도들에게 시신을 인도하였으며 이들은 예수의 시신을 닦아 염습한 뒤 돌무덤에 안장했다.

## 사진첩

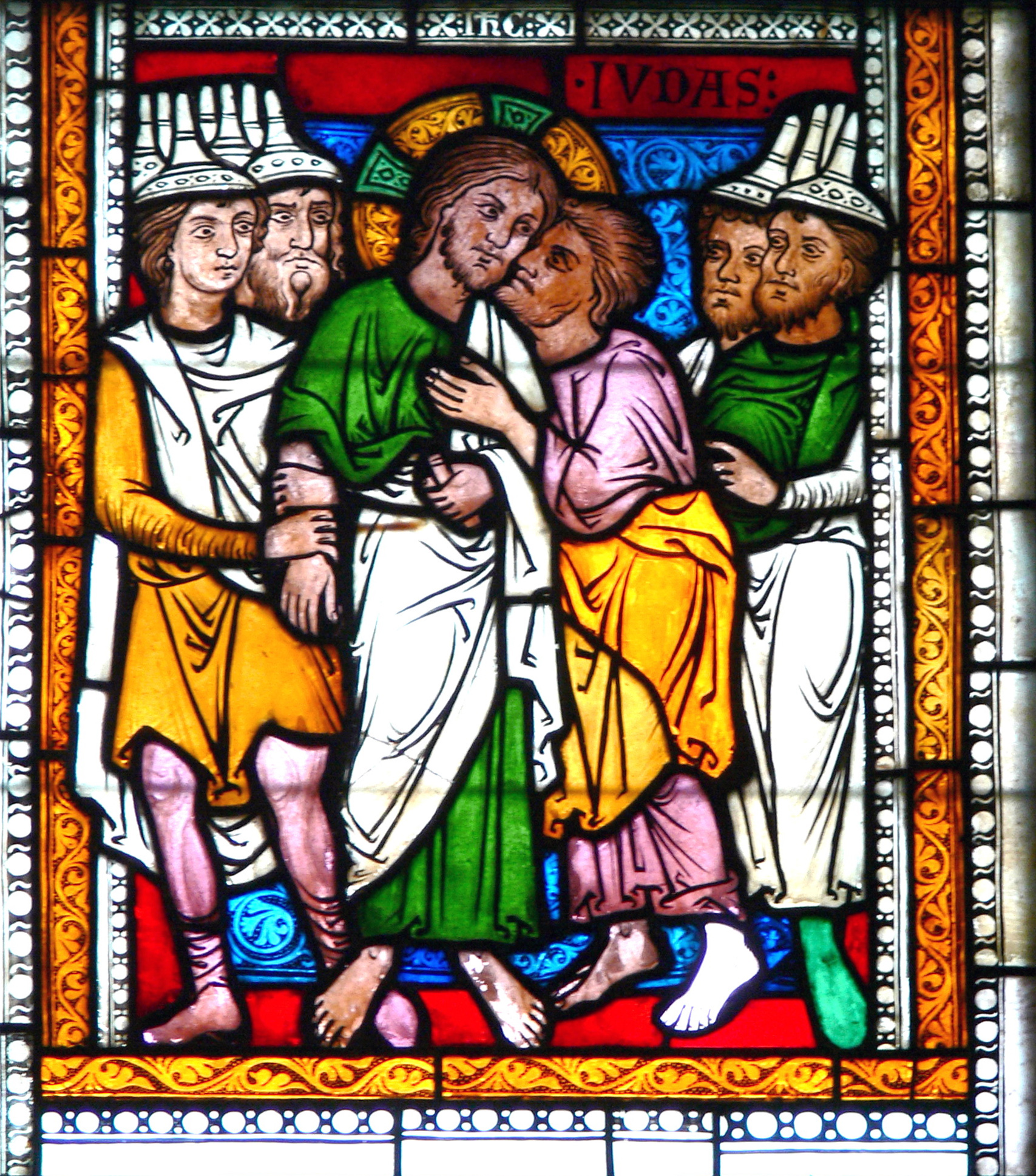
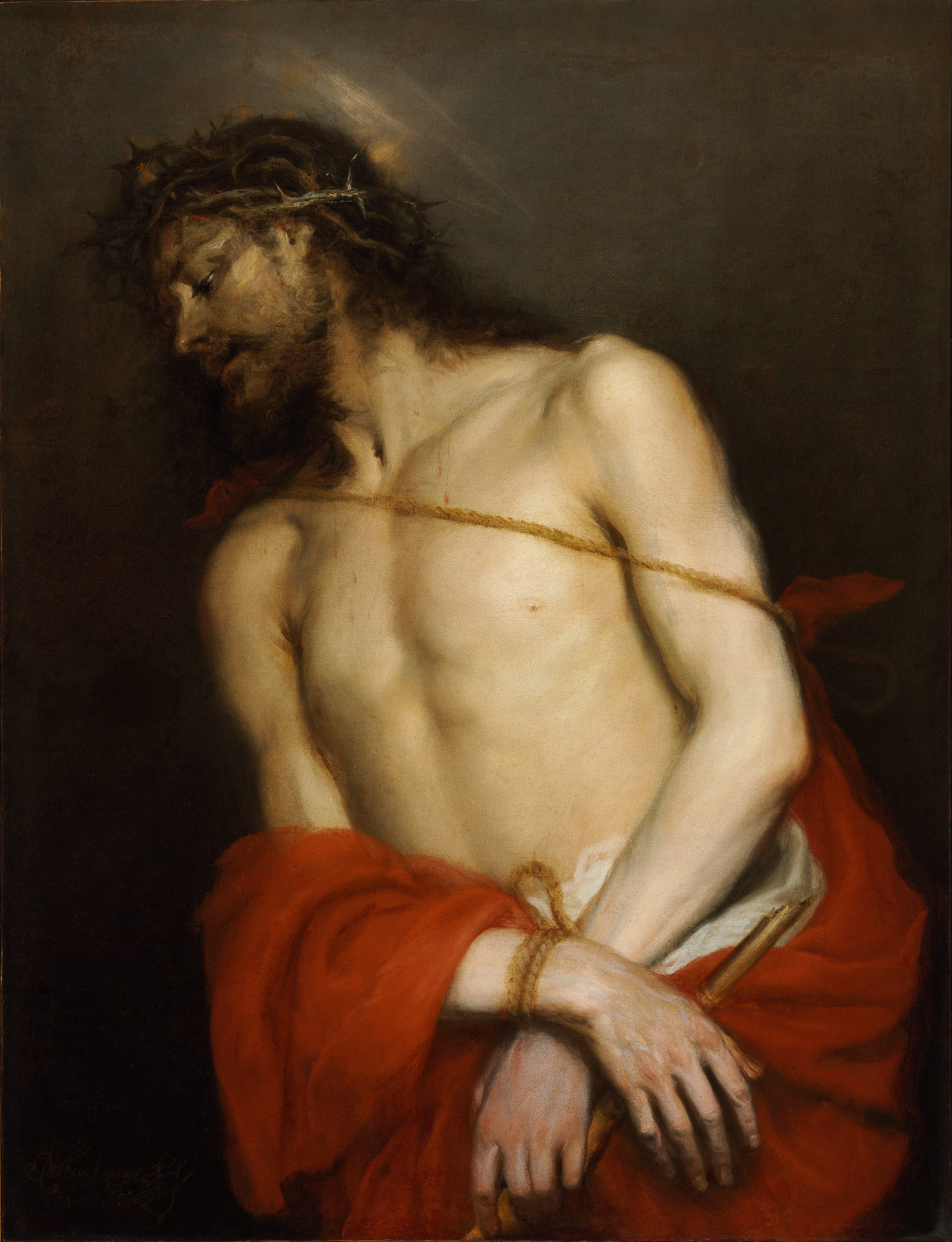
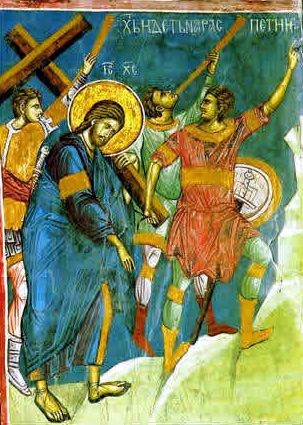
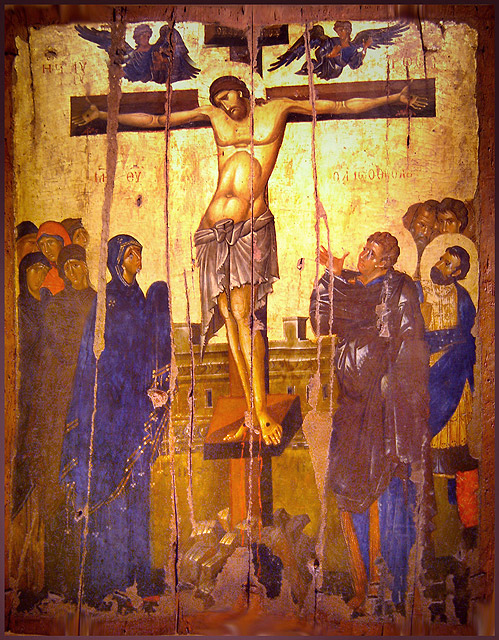
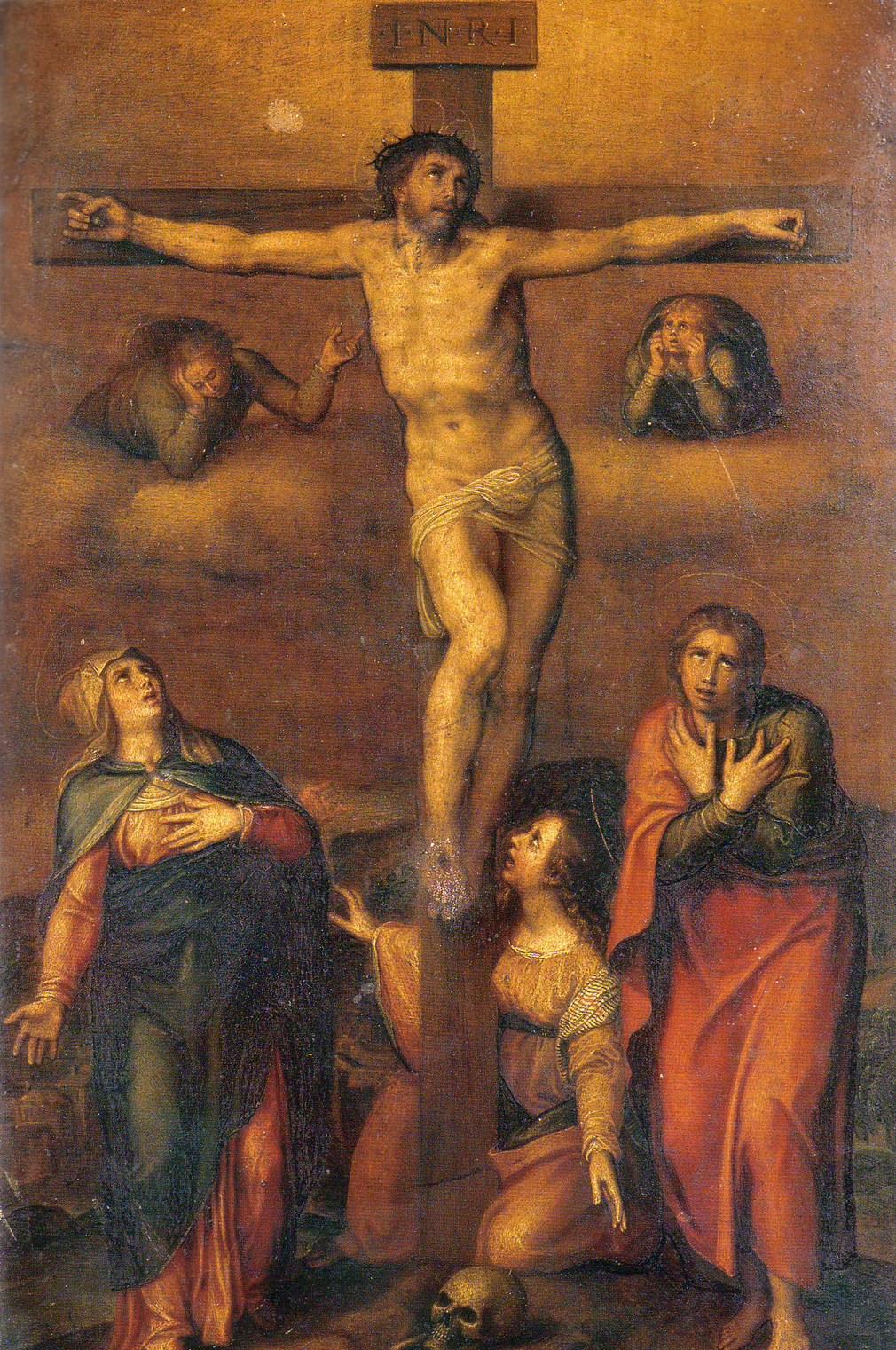
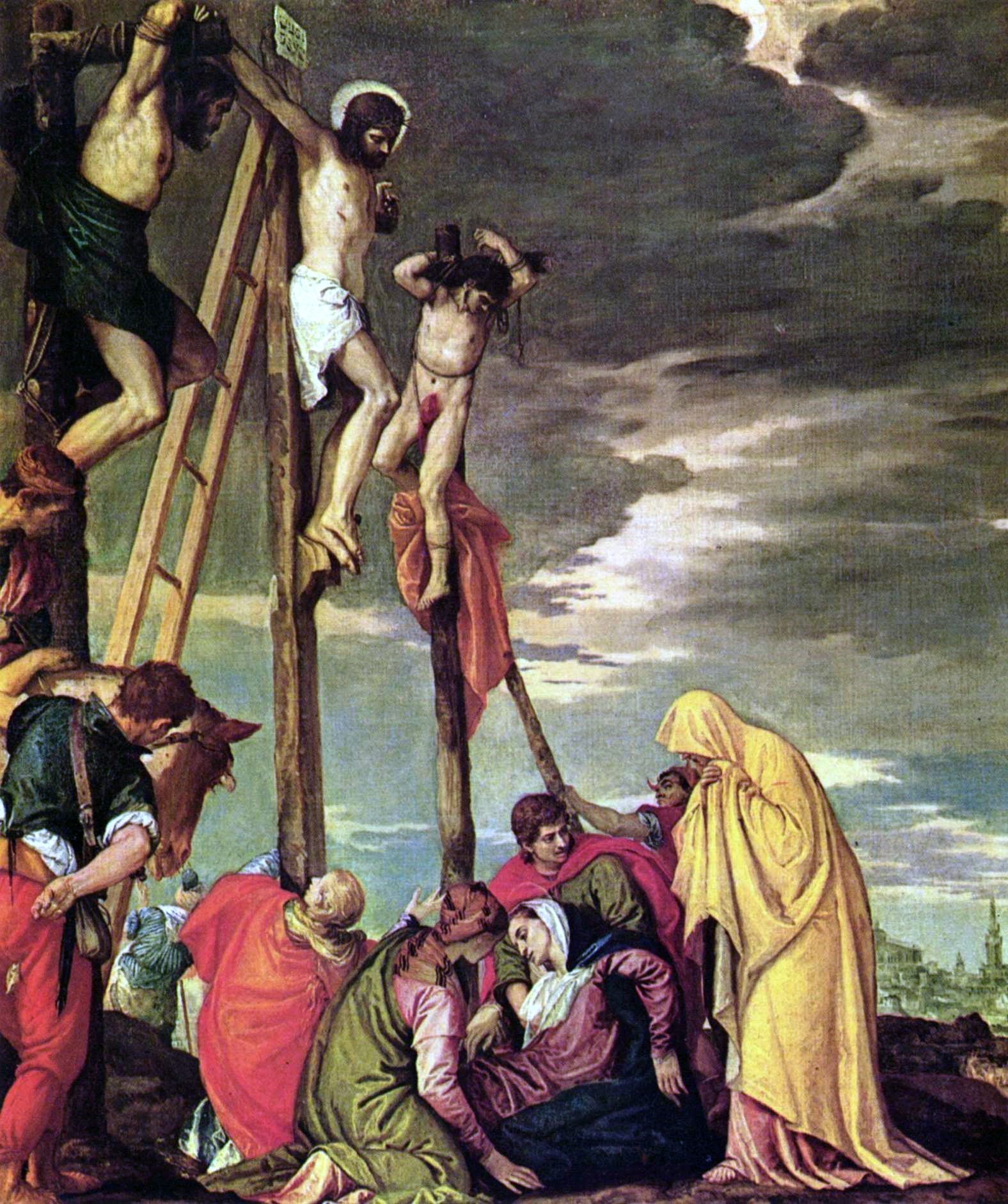
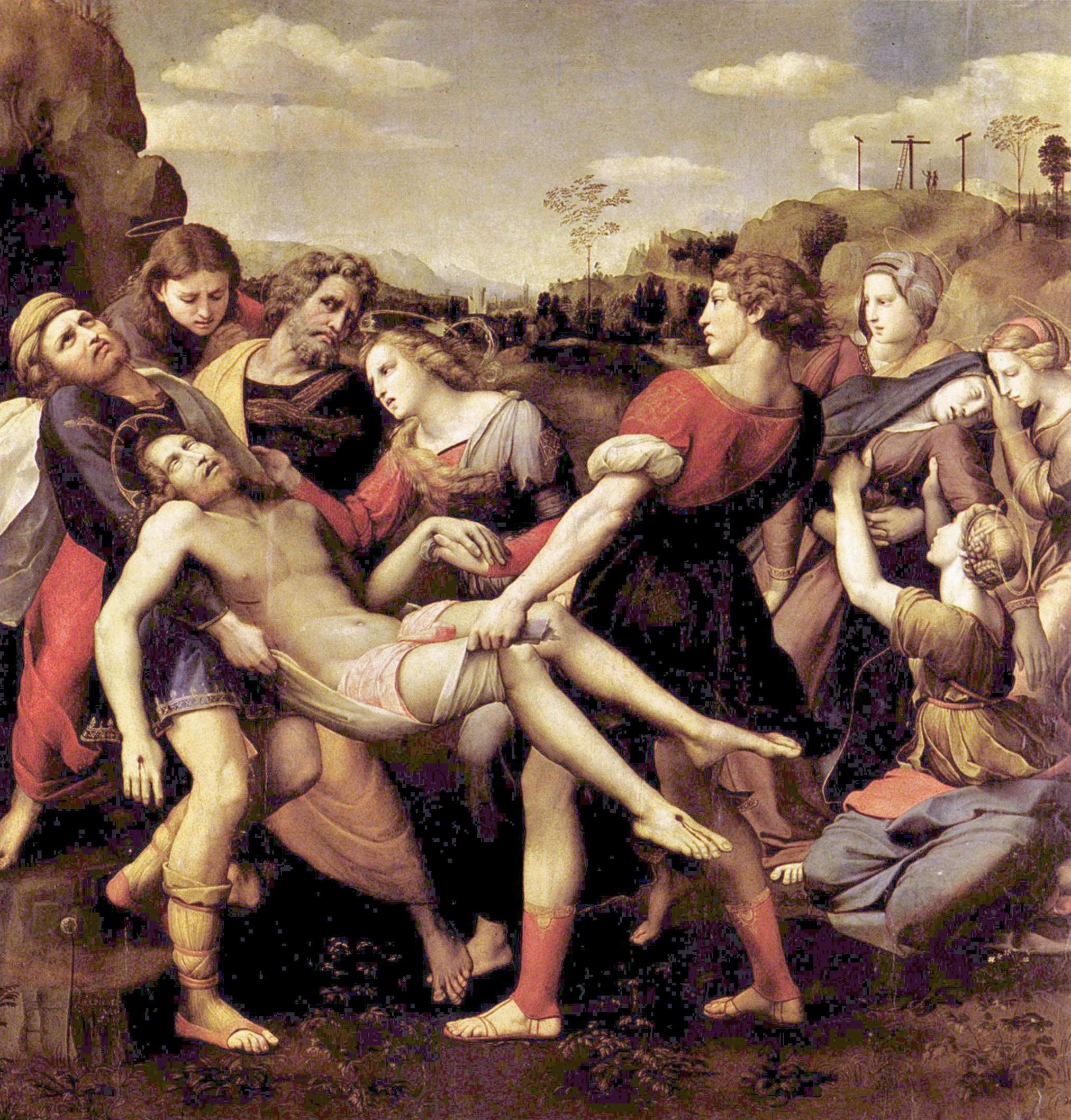
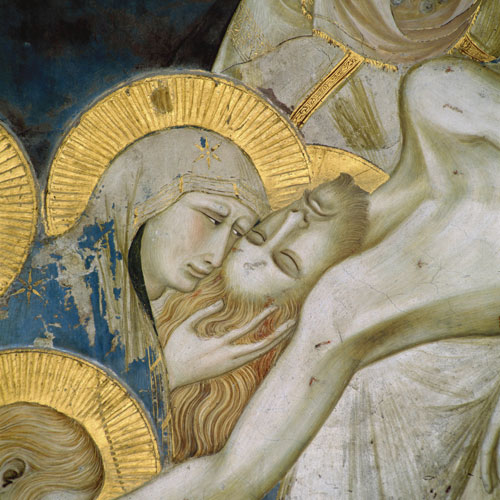

## 같이 보기
- 십자가형
- 역사적 예수